# Tacheocampylaea
Genre
Tacheocampylaea est un genre d'escargots terrestres, des mollusques gastéropodes pulmonés de la famille des Helicidae.

## Liste des espèces
Les espèces ci-dessous font partie du genre Tacheocampylaea :
- Tacheocampylaea acropachia (Mabille, 1880)
- Tacheocampylaea carotii (Paulucci, 1882)
- Tacheocampylaea cyrniaca (Dutailly, 1867)
- Tacheocampylaea raspailii (Payraudeau, 1826)
- Tacheocampylaea romagnolii (Dutailly, 1867)
- Tacheocampylaea tacheoides (Pollonera, 1909)